# Alfons Quintà
Alfons Quintà i Sadurní (Figueras, 28 de agosto de 1943-Barcelona, 2016) fue un periodista, abogado, juez y oficial de la marina mercante español.

## Biografía

### Primeros años
La familia de su madre regentaba una zapatería en Figueras. Su padre fue viajante del sector del textil y disponía de coche lo que hizo que se convirtiera en el chófer del escritor Josep Pla, se hicieron amigos y entró en el círculo de gente que solía reunirse con dicho intelectual catalán. Alfons Quintà creció en ese ambiente y conoció a esas personas. Con 16 años trató de chantajear a Josep Pla para lograr que su familia le dejara salir al extranjero. El joven Quintà sabía cosas sobre los contactos de su padre y Pla con el exilio antifranquista lo que quizás interesaría a la policía franquista. Muy pronto descubre que la información es poder y no dudará en usarla en toda su carrera profesional como periodista. 

### Carrera periodística
Alfons Quintà destacó sobre todo como periodista. Creó los programas en catalán de Ràdio Barcelona. Fue delegado del diario El País en Cataluña. Allí pretendió publicar una serie de artículos sobre la Banca Catalana de Jordi Pujol, pero solo se le permitió publicar el primero debido a las presiones de Jordi Pujol sobre Cebrián. Más tarde, la administración de Jordi Pujol lo designó director general del Proyecto de Empresa Pública de Producción y Emisión de Televisión de Cataluña. Después de dejar la dirección de TV3, Quintà colaboró con el proyecto de El Observador, diario impulsado por Lluís Prenafeta, y del cual fue director hasta pocos meses después de la publicación del primer ejemplar.
Fue asesor científico de la Gran Enciclopedia Catalana. Quintà fue columnista hasta 2005 del diario Avui, con la columna diaria «L'encenall» (La viruta) y del semanal «Planetàrium»; después  perdió espacio significativamente, y dejó de escribir en 2009. En mayo de 2012 fue nombrado director del diario digital El Debat, en sustitución de Francesc Moreno. También fue columnista del Diari de Girona y participaba como tertuliano en programas como Amics, coneguts i saludats de 8tv.

### Asesinato de su esposa y suicidio
El periodista estaba enfermo. Fue operado del corazón en una intervención muy complicada y, aunque su relación de pareja estaba muy deteriorada e iban a separarse, su esposa se quedó cuidándolo en su recuperación.
El 19 de diciembre de 2016 asesinó a su esposa Victòria Bertran, médica de 57 años, con una escopeta de caza y después se suicidó. Ambos cuerpos fueron encontrados en su casa, en Barcelona. La ausencia de la mujer en su puesto de trabajo motivó que los Mozos de Escuadra acudieran a la vivienda.
Dos meses antes había publicado un artículo en el Diari de Girona titulado "La sort de morir agafant la mà estimada" ("La suerte de morir agarrando la mano amada") en el que explicaba que sentía que se había perdido la equidad y los sentimientos de humanidad, que sufría por la precarización de la sanidad, y que por encima de todo valoraba morir junto a la persona que amaba. Quintà utilizaba frases como "cualquier precio sería barato" o que "aquel que muera intentando coger la mano de la persona a quien ame siempre obrará mejor que aquel que no lo intente".
En el piso se encontró una nota de suicidio. Se decidió que se haría cargo del caso el juzgado especializado en violencia machista.

## Publicaciones
- Artículos de Alfons Quintá en El País

## En la cultura
Ensayo
- Amat, Jordi (2020). El hijo del chófer. Tusquets Editores. ISBN 978-84-9066-871-9.[17][18]

Novela gráfica
- Amat, Jordi (guion); García, José Pablo (ilustraciones). El hijo del chófer. Norma Editorial. ISBN 978-84-679-5143-1. [19]